# Le Faiseur d'épouvantes
Pour plus de détails, voir Fiche technique et Distribution.
Le Faiseur d'épouvantes (The Manitou) est un film d'horreur américain réalisé par William Girdler, adapté du roman du même nom de Graham Masterton et sorti en 1978.

## Synopsis
Une jeune femme, Karen Tandy, entre à l'hôpital pour une tumeur qu'elle a dans le dos. Après lui avoir fait passer des examens aux rayons X, le docteur qui s'en occupe commence à penser que cette tumeur est en fait une créature vivante, comme une sorte de fœtus. Après avoir "accouché" de cette créature, il s'avère qu'il s'agit de la réincarnation d'un sorcier indien maudit qui est revenu pour se venger et trucider les gens.

## Fiche technique
- Titre : Le Faiseur d'épouvantes
- Titre original : The Manitou
- Réalisation : William Girdler
- Scénario : Jon Cedar, Thomas Pope, William Girdler, d'après le roman du même nom de Graham Masterton
- Production : William Girdler, Melvin G. Cordy, David Sheldon, Melvin Simon, Herman Weist, Jon Cedar, Gilles de Turenne, Scott M. Siegler
- Musique : Lalo Schifrin
- Photographie : Michel Hugo
- Montage : Bub Asman et Gene Ruggiero
- Direction artistique : Walter Scott Herndon
- Chef-décorateur : Cheryal Kearney
- Pays de production : États-Unis/Canada
- Langue : anglais
- Genre : horreur
- Durée : 104 minutes
- Dates de sortie : 
  - États-Unis : 28 avril 1978
  - France : 24 janvier 1979
  - Belgique : 29 mars 1979
- Interdit aux moins de 12 ans

## Distribution
- Tony Curtis (VF : Michel Roux) : Harry Erskine
- Michael Ansara (VF : Med Hondo) : John Singing Rock
- Jon Cedar (VF : Daniel Gall) : Dr. Jack Hughes
- Susan Strasberg (VF : Liliane Patrick) : Karen Tandy
- Stella Stevens (VF : Perrette Pradier) : Amelia Crusoe
- Paul Mantee (VF : Alain Dorval) : Dr. Bob McEvoy
- Hugh Corcoran (VF : Jean-François Devaux) : MacArthur
- Ann Sothern (VF : Lily Baron) : Mme Karmann
- Burgess Meredith (VF : René Bériard) : Dr. Snow
- Jeanette Nolan : Mme Winconis
- Lurene Tuttle : Mme Herz

## Note
Ce film est la dernière réalisation de William Girdle avant son accident mortel en hélicoptère.

## Distinctions

### Nominations
- Saturn Award 1979 : Saturn Award du meilleur acteur dans un second rôle (Michael Ansara) et Saturn Award du meilleur maquillage